# シャンパンファイト
シャンパンファイト (champagne fight) は、スポーツの表彰式や祝勝会などにおいて、優勝した、もしくは表彰台に上った選手・チーム同士がシャンパン等をかけあって喜びを表現する行為。シャンパンシャワー (champagne shower) とも呼ぶ。シャンパン以外のドリンク類を用いて同様の祝勝イベントが行われる場合、シャンパンファイト以外の呼称が使われる場合がある（NFLやNBAのリーグ優勝時などに行われる通称「ゲータレードシャワー」ではスポーツドリンクが使用される）。
本稿では、「シャンパン」を使った物、スパークリングワインやビール、スポーツドリンクなど類似の物を使った行為、名称が違う類似の行為について記載する。

## 歴史

### 起源
起源については、シャンパンが勢い良く吹き上がる様子を気に入ったナポレオン・ボナパルトが、戦勝記念にシャンパンかけを行ったのが始まりという（実際ナポレオンはモエ・エ・シャンドンを愛飲していたといわれる）。
スポーツ界で行われるようになった由来については諸説あり、1950年にアメリカ・メジャーリーグのセントルイス・ブラウンズ（現：ボルチモア・オリオールズ）が、シーズン100敗を阻止した喜びの宴で行われ、以後、メジャーリーグの優勝祝勝会で行われるようになったとする説がある。
また、1967年のル・マン24時間レースで、アメリカ製フォード・GT40とアメリカ人ドライバーで初めて成し遂げた快挙に興奮した優勝ドライバーダン・ガーニーが世界で初めて「シャンパンファイト」を行った、という説がある。以下本人のコメント。
このほか、1960年代に、大手シャンパンメーカーのモエ・エ・シャンドン（現：LVMH）が、同社がスポンサードするル・マン24時間レースの大会において、表彰式にシャンパンを提供したことがきっかけとする説もある。
1959年には日本のプロ野球・南海ホークスの日本一祝勝会においてシャンパンファイトを参考としたビールかけが行われているため、遅くとも1950年代には欧米において同種の行為が既に広く行われるようになっていたと考えられる。

### 日本での普及
日本では、1987年にF1・日本グランプリが再開されてからのF1ブームに乗って一般にもその存在が認知され始めた。その後、1992年アルベールビルオリンピックにおいて、ノルディック複合団体で金メダルを獲得した荻原健司・河野孝典・三ヶ田礼一の3人が表彰式でシャンパンファイトを行ったことで広く知れ渡った。1993年に開幕した日本プロサッカーリーグ（Jリーグ）でも優勝祝賀会などで行うようになった（選手・スタッフに加え、サポーターも参加して行われ一般レベルにも浸透した）。プロ野球では通常前出のビールかけを行っているが、1997年にヤクルトスワローズが初めてシャンパンファイトを決行し（厳密にはシャンパンではなくスパークリングワインだった）、読売ジャイアンツも2000年と2012年に行った。最近ではビールと合わせてシャンパンも用意される場合もある。

## 用いられる飲料

### シャンパン

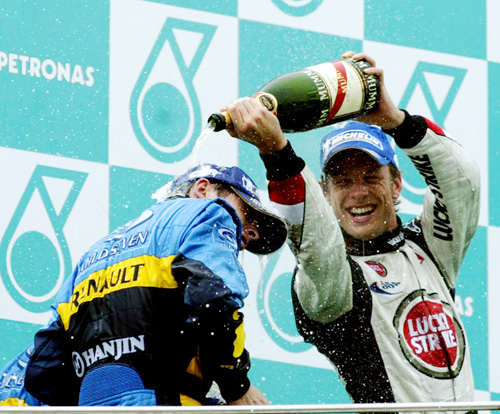
F1におけるシャンパンファイトの一例。ジャンカルロ・フィジケラにシャンパンをかけるジェンソン・バトン。（※：写真は2006年マレーシアGPにて）

一般的に表彰式でシャンパンファイトが行われる場合、そこで使用されるシャンパンは当該スポーツイベントの主催者が用意するのが慣わしである。特に大規模なイベントの場合はシャンパンメーカーがスポンサーに付くケースも多く、例えばF1においては1985年頃から1999年までは『モエ・エ・シャンドン』、2000年 - 2015年はG.H.マムの『コルドン・ルージュ』、2016年 - 2020年は『シャンドン・ブリュット』、2021年からは『フェッラーリ・トレント』が公式シャンパンとして指定されている。ただし前述のアルベールビルオリンピックにおける荻原らの場合は、自分でシャンパンを持ち込んでいる。
なお、MLB機構は2015年に各球団へ向けて以下のような通達を行った。
- シャンパンはノンアルコールであること〔ママ〕
- 1選手2本まで
- 掛け合うだけで飲むことは禁止
- シャンパン以外のアルコールはビールだけで、機構の公式スポンサーとなっているメーカー（バドワイザー）に限る
- クラブハウスの外にシャンパン、ビールを持ち出してはならない

(シャンパンの発泡はアルコール発酵によるもの、フランス・シャンパーニュ地方産のスパークリングワイン飲みシャンパンと名乗れること、この二つの理由によってノンアルコールのシャンパンは論理的に存在しないので、アルコール飲料で使えるのは公式スポンサーのビール飲料に限るということになる。)

### シャンパン以外
スポーツイベントによっては、シャンパンではない別のドリンク類（スパークリングワインなど）を使用するケースもある。
例えばMotoGPではカバの『フレシネ』、ジロ・デ・イタリアではプロセッコ、フォーミュラ・ニッポン→スーパーフォーミュラでは発泡日本酒（2007年までは『奥の松純米大吟醸FN』、2008年からは『人気一 スパークリング純米大吟醸』）が指定されている。インディ500ではシャンパンファイトの代わりに、優勝者が牛乳を飲むのが恒例となっている。
アメリカのプロフットボールリーグ（NFL）やプロバスケットリーグ（NBA）のリーグ優勝などの際にはスポーツドリンクのタンクごとかける通称「ゲータレードシャワー」が行われている。
イスラム圏で行われるスポーツイベントでは、イスラム教が飲酒を禁じている関係から、シャンパンファイトそのものを自粛する、もしくは炭酸水などで代用することも多い。F1でもイスラム圏での開催となるバーレーングランプリやアブダビグランプリでは、シャンパンファイトにシャンパンではなくローズウォーターを用いている。
Jリーグでも、クラブによってはシャンパン以外のドリンクを使用することもあり、ビールかけや炭酸水を使用するクラブも少なくないが、ザスパ草津（当時）の「温泉のお湯」や愛媛FCの「ポンジュース」などホームタウンの名物を採用するクラブも散在する。また、清水エスパルスのように会場の都合でシャンパンファイトに類する企画を行わないクラブもある。
その他、優勝者が飲酒可能年齢に達していない場合（チーム戦の場合は飲酒可能年齢に達していないメンバーがいる場合）や、優勝チームにストレートエッジを公言している選手が所属している場合は、炭酸水などのノンアルコール飲料を用いる、シャンパンファイトそのものを自粛する、そのメンバーだけシャンパンファイトへの参加を自粛するなどの対応が取られる場合がある。